# Lista de consulados em São Paulo (cidade)
Esta é uma lista de consulados na cidade de São Paulo.

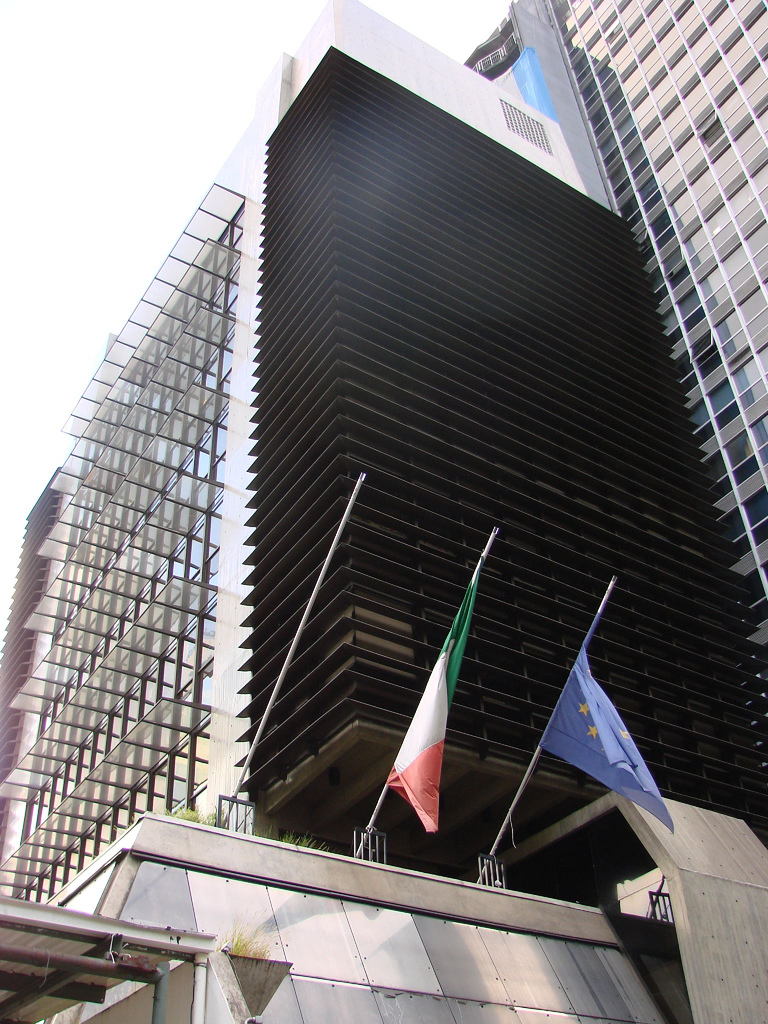
Consulado-Geral da Itália em São Paulo

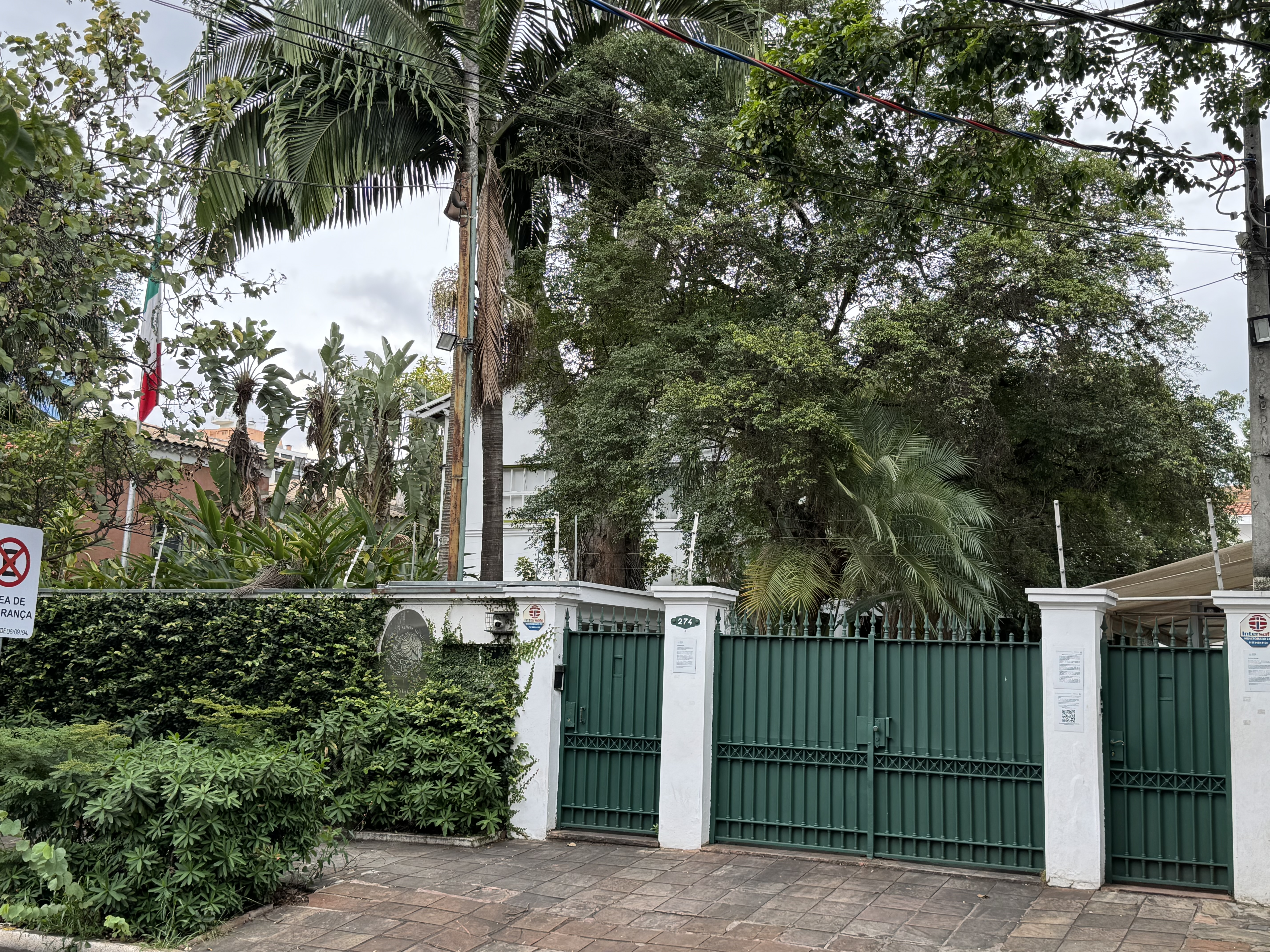
Consulado-Geral do México em São Paulo

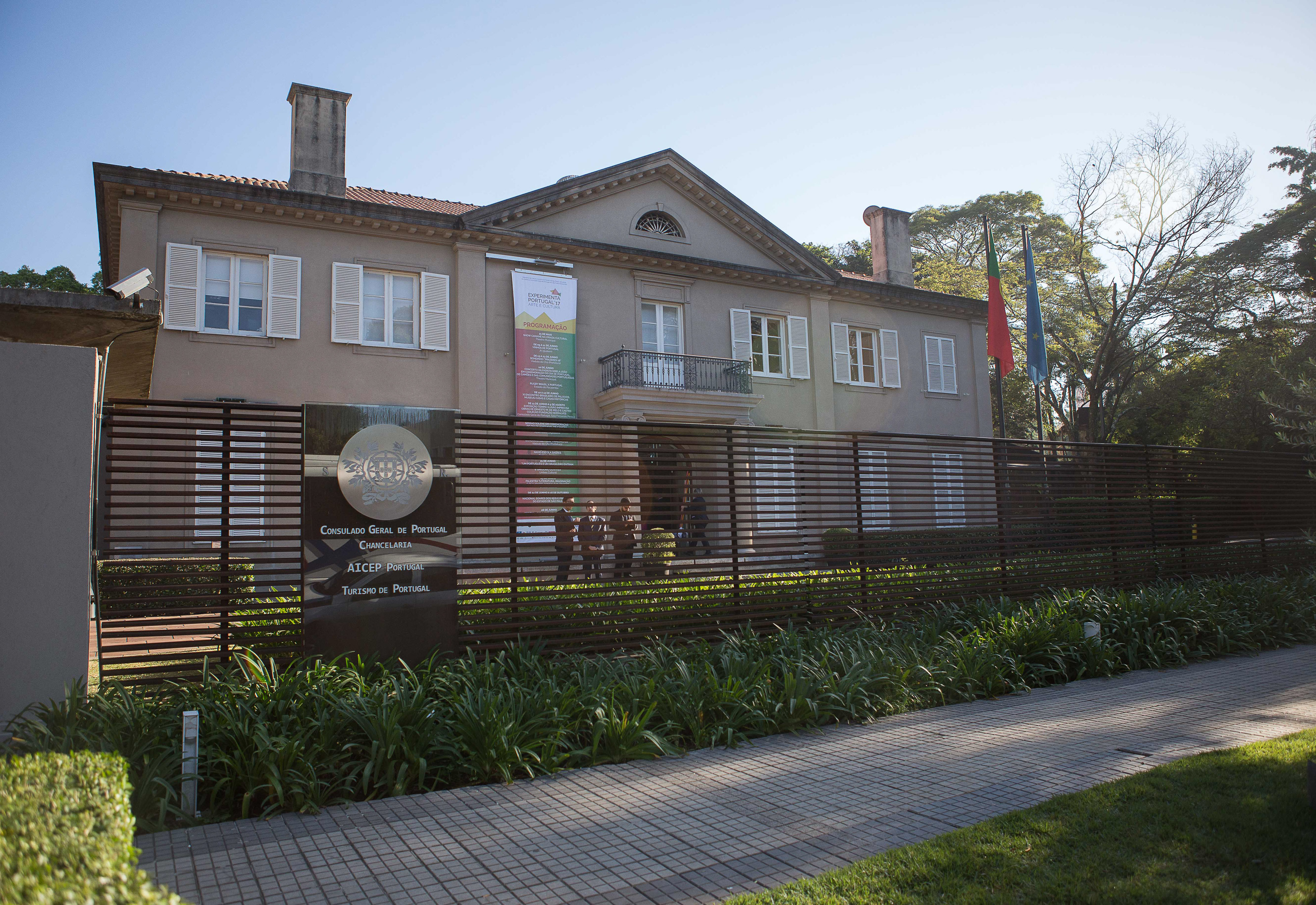
Consulado-Geral de Portugal em São Paulo

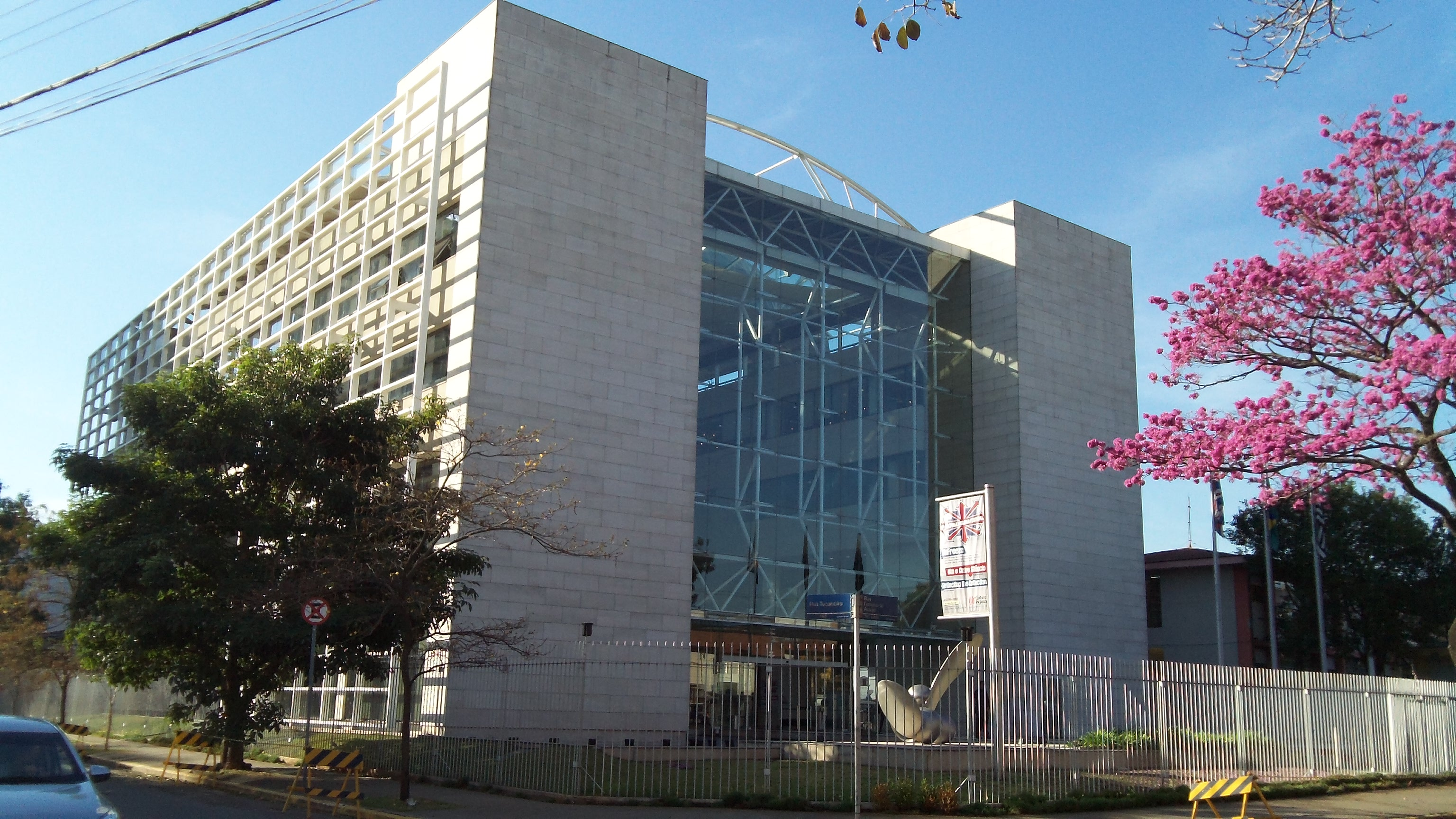
Consulado-Geral do Reino Unido em São Paulo

| País                   | Status                          | Distrito                  | Zona         |
| ---------------------- | ------------------------------- | ------------------------- | ------------ |
| República Dominicana   | Geral                           | Jardim Paulista (Jardins) | Zona Oeste   |
| Espanha                | Geral                           | Jardim Paulista (Jardins) | Zona Oeste   |
| Honduras               | Honorário                       | Jardim Paulista (Jardins) | Zona Oeste   |
| Portugal               | Geral                           | Jardim Paulista (Jardins) | Zona Oeste   |
| Chile                  | Geral                           | Jardim Paulista (Jardins) | Zona Oeste   |
| Guiné Bissau           | Honorário                       | Jardim Paulista (Jardins) | Zona Oeste   |
| Taiwan                 | Escritório Econômico e Cultural | Jardim Paulista (Jardins) | Zona Oeste   |
| Suriname               | Honorário                       | Jardim Paulista (Jardins) | Zona Oeste   |
| Irlanda                | Geral                           | Jardim Paulista (Jardins) | Zona Oeste   |
| Angola                 | Honorário                       | Jardim Paulista (Jardins) | Zona Oeste   |
| Índia                  | Geral                           | Jardim Paulista (Jardins) | Zona Oeste   |
| Austrália              | Geral                           | Jardim Paulista (Jardins) | Zona Oeste   |
| Malawi                 | Honorário                       | Jardim Paulista (Jardins) | Zona Oeste   |
| Costa Rica             | Geral                           | Jardim Paulista (Jardins) | Zona Oeste   |
| Venezuela              | Temporariamente Fechado         | Jardim Paulista (Jardins) | Zona Oeste   |
| Colômbia               | Comercial                       | Jardim Paulista (Jardins) | Zona Oeste   |
| Haiti                  | Honorário                       | Jardim Paulista (Jardins) | Zona Oeste   |
| Países Baixos          | Geral                           | Jardim Paulista (Jardins) | Zona Oeste   |
| Dinamarca              | Geral                           | Jardim Paulista (Jardins) | Zona Oeste   |
| Argentina              | Geral                           | Jardim Paulista (Jardins) | Zona Oeste   |
| Chipre                 | Honorário                       | Jardim Paulista (Jardins) | Zona Oeste   |
| Armênia                | Honorário                       | Jardim Paulista (Jardins) | Zona Oeste   |
| Grécia                 | Geral                           | Jardim Paulista (Jardins) | Zona Oeste   |
| Emirados Árabes Unidos | Geral                           | Jardim Paulista (Jardins) | Zona Oeste   |
| Peru                   | Geral                           | Jardim Paulista (Jardins) | Zona Oeste   |
| Equador                | Geral                           | Jardim Paulista (Jardins) | Zona Oeste   |
| Espanha                | Geral                           | Jardim Paulista (Jardins) | Zona Oeste   |
| Bélgica                | Geral                           | Jardim Paulista (Jardins) | Zona Oeste   |
| China                  | Geral                           | Jardim Paulista (Jardins) | Zona Oeste   |
| Eslovênia              | Honorário                       | Jardim Paulista (Jardins) | Zona Oeste   |
| Cazaquistão            | Honorário                       | Jardim Paulista (Jardins) | Zona Oeste   |
| Suécia                 | Geral                           | Jardim Paulista (Jardins) | Zona Oeste   |
| Itália                 | Geral                           | Consolação                | Zona Central |
| Polônia                | Honorário                       | Consolação                | Zona Central |
| Albânia                | Honorário                       | Consolação                | Zona Central |
| Líbano                 | Honorário                       | Consolação                | Zona Central |
| Suíça                  | Geral                           | Consolação                | Zona Central |
| Uruguai                | Geral                           | Consolação                | Zona Central |
| França                 | Geral                           | Consolação                | Zona Central |
| México                 | Geral                           | Consolação                | Zona Central |
| Colômbia               | Geral                           | Itaim Bibi                | Zona Oeste   |
| Espanha                | Comercial                       | Itaim Bibi                | Zona Oeste   |
| Mônaco                 | Honorário                       | Itaim Bibi                | Zona Oeste   |
| Israel                 | Geral                           | Itaim Bibi                | Zona Oeste   |
| Canadá                 | Geral                           | Itaim Bibi                | Zona Oeste   |
| Canadá ( Quebec)       | Honorário                       | Itaim Bibi                | Zona Oeste   |
| Paraguai               | Geral                           | Itaim Bibi                | Zona Oeste   |
| Finlândia              | Geral                           | Itaim Bibi                | Zona Oeste   |
| Paquistão              | Comercial                       | Itaim Bibi                | Zona Oeste   |
| Tunísia                | Honorário                       | Itaim Bibi                | Zona Oeste   |
| Alemanha               | Geral                           | Itaim Bibi                | Zona Oeste   |
| Áustria                | Geral                           | Itaim Bibi                | Zona Oeste   |
| França                 | Turismo                         | Itaim Bibi                | Zona Oeste   |
| Reino Unido            | Geral                           | Itaim Bibi                | Zona Oeste   |
| Japão                  | Geral                           | Bela Vista                | Zona Central |
| Nova Zelândia          | Geral                           | Bela Vista                | Zona Central |
| Egito                  | Honorário                       | Bela Vista                | Zona Central |
| Chipre                 | Honorário                       | Bela Vista                | Zona Central |
| Síria                  | Geral                           | Bela Vista                | Zona Central |
| Jordânia               | Honorário                       | Bela Vista                | Zona Central |
| África do Sul          | Geral                           | Bela Vista                | Zona Central |
| San Marino             | Honorário                       | Bela Vista                | Zona Central |
| Tailândia              | Honorário                       | Bela Vista                | Zona Central |
| Ilhas Marshall         | Honorário                       | Bela Vista                | Zona Central |
| Estados Unidos         | Geral                           | Santo Amaro               | Zona Sul     |
| Ucrânia                | Honorário                       | Santo Amaro               | Zona Sul     |
| Hungria                | Honorário                       | Santo Amaro               | Zona Sul     |
| Romênia                | Honorário                       | Santo Amaro               | Zona Sul     |
| Sudão                  | Honorário                       | Santo Amaro               | Zona Sul     |
| Eslováquia             | Honorário                       | Santo Amaro               | Zona Sul     |
| Islândia               | Fechado                         | Santo Amaro               | Zona Sul     |
| Rússia                 | Geral                           | Morumbi                   | Zona Oeste   |
| Turquia                | Geral                           | Morumbi                   | Zona Oeste   |
| Cuba                   | Geral                           | Perdizes                  | Zona Oeste   |
| Moldávia               | Honorário                       | Perdizes                  | Zona Oeste   |
| Filipinas              | Honorário                       | Perdizes                  | Zona Oeste   |
| Cabo Verde             | Honorário                       | Perdizes                  | Zona Oeste   |
| Luxemburgo             | Honorário                       | Perdizes                  | Zona Oeste   |
| Gana                   | Honorário                       | Alto de Pinheiros         | Zona Oeste   |
| Togo                   | Honorário                       | Alto de Pinheiros         | Zona Oeste   |
| Coreia do Sul          | Geral                           | Vila Mariana              | Zona Sul     |
| Bolívia                | Geral                           | Vila Mariana              | Zona Sul     |
| Panamá                 | Geral                           | Vila Mariana              | Zona Sul     |
| Marrocos               | Geral                           | República                 | Zona Central |
| Gabão                  | Honorário                       | República                 | Zona Central |
| Senegal                | Honorário                       | República                 | Zona Central |
| Lituânia               | Honorário                       | Moema                     | Zona Sul     |
| República Checa        | Honorário                       | Moema                     | Zona Sul     |
| Mianmar                | Honorário                       | Moema                     | Zona Sul     |
| Noruega                | Geral                           | Moema                     | Zona Sul     |
| Croácia                | Honorário                       | Moema                     | Zona Sul     |
| Letônia                | Honorário                       | Moema                     | Zona Sul     |
| Trindade e Tobago      | Honorário                       | Santa Cecília             | Zona Central |
| Sri Lanka              | Honorário                       | Santa Cecília             | Zona Central |
| Indonésia              | Honorário                       | Sé                        | Zona Central |
| Moçambique             | Honorário                       | Sé                        | Zona Central |
| Seicheles              | Honorário                       | Sé                        | Zona Central |
| Malta                  | Honorário                       | Ipiranga                  | Zona Sul     |
| Belarus                | Honorário                       | Barra Funda               | Zona Oeste   |
| Mongólia               | Honorário                       | Belém                     | Zona Central |
| Vietnã                 | Honorário                       | Cambuci                   | Zona Central |
| Maldivas               | Honorário                       | Alphaville                | Barueri      |